# Izraelske obrambne sile
Izraelske obrambne sile (hebrejsko צבא ההגנה לישראל, latinizirano: Cva ha-hagana le-Jizrael, pogosto krajšano kot צה"ל, Cahal; okrajšano IDF) so oborožene sile Izraela ter so razdeljene na:
- Izraelska kopenska vojska,
- Izraelsko vojno letalstvo,
- Izraelska vojna mornarica.

Izraelske obrambne sile so del Izraelskih varnostnih sil.

## Vojaštvo
Obvezni vojaški rok služijo tako moški kot ženske nad 18 let, razen če imajo verske ali zdravstvene razloge. Izrael je trenutno edina država, ki ima predpisano obvezno vojaško služenje tudi za ženske, medtem ko izraelskim Arabcem služenje ni potrebno, lahko pa se javijo kot prostovoljci.
Moški služijo tri leta, ženske pa dve, razen če se javijo za namestitev na bojne položaje, kar tudi njim služenje podaljša na tri leta. Vojaško obvezništvo ni plačano, je pa potrebno za pridobitev varnostnih dovoljenj in za možnost kandidature na nekatere vladne položaje.
Poleg obveznega triletnega služenja morajo moški, mlajši od 43-45 let, vsako leto na enomesečno rezervno služenje.

## Organizacija in struktura

### Generalštab
Glejte članek Seznam načelnikov generalštaba Izraelskih obrambnih sil.

## Vojaška tehnologija
IDF so ena najbolj visoko tehnoloških vojska na svetu, s svojo lastno razvojno službo Rafael. Izgrajen ima sistem za obrambo pred medcelinskimi izstrelki Hetz, z ZDA pa sodeluje tudi pri razvoju visokoenergetskega laserja za obrambo pred raketami s srednjim dosegom - Nautilus THEL. Izrael je tudi ena redkih držav z možnostjo izstreljevanja satelitov, in ena redkih držav z lastnimi vojaškimi letali brez posadke.
Izrael ima verjetno tudi jedrsko orožje, čeprav tega ne priznava. Vohun Mordechai Vanunu je za informacije o obstoju tega orožja dobil 18 let zaporne kazni, od tega 12 let v samici. Obstajajo sumi, da je Izrael jedrsko orožje razvijal in preizkusil skupaj z Južnoafriško republiko (incident Vela leta 1979).